# Satz von Poincaré (Gruppentheorie)
Zu den zahlreichen Resultaten, die Henri Poincaré in verschiedenen Teilgebieten der Mathematik beigetragen hat, gehört in der Gruppentheorie ein als Satz von Poincaré bezeichneter Lehrsatz, in dem Poincaré eine grundlegende Fragestellung zu Indizes von Untergruppen behandelt.

## Formulierung
Der Satz lässt sich zusammengefasst formulieren wie folgt:
Gegeben seien eine Gruppe {\displaystyle G} und darin endlich viele Untergruppen {\displaystyle U_{1},\ldots ,U_{n}\leq G\;(n\in \mathbb {N} )}.
Dann gelten folgende Aussagen:

 (i)  {\displaystyle (G\colon \bigcap _{i=1}^{n}{U_{i}})\leq \prod _{i=1}^{n}(G\colon U_{i})}

 (ii)  Haben die {\displaystyle U_{i}\;(i=1,\ldots ,n)} in {\displaystyle G} sämtlich endlichen Index, so hat ihr Durchschnitt {\displaystyle \bigcap _{i=1}^{n}{U_{i}}} selbst endlichen Index.